# Урахи
Урахи (дарг. Хӏурхъи) — село в Сергокалинском районе Дагестана. Административный центр сельского поселения «Сельсовет Урахинский». Один из важных культурных центров Дагестана.
Статус центра сельсовета с 1921 года. Известна в народе как Кузница академической интеллигенции Дагестана, центр «Науки и образования» и кузница кадров.

## География
Село расположено на расстоянии 23 км от районного центра села Сергокала Сергокалинского района в предгорной зоне на высоте 1500 — 1700 м., над уровнем моря.
Климат континентальный. Суровых зим почти не бывает. Ветры — в основном бризы. Температура воздуха — до + 35 градусов летом, до  - 5 зимой.

## Население
| 1888 | 1895  | 1926  | 1939  | 1970 | 1989 | 2002  |
| ---- | ----- | ----- | ----- | ---- | ---- | ----- |
| 4744 | ↘1573 | ↘1476 | ↘1353 | ↘976 | ↘707 | ↗1285 |
| 2010 | 2021  |       |       |      |      |       |
| ↘671 | ↗722  |       |       |      |      |       |

## История
Согласно урахинскому преданию, в прошлом их предки проживали на равнине, а именно в районе Урцеки. Переселились из-за нашествия иноземных завоевателей и в частности арабов. До переселения на территорию нынешнего Урахи переселенцы останавливались в разных местах, основывали ряд населённых пунктов на территории современных Карабудахкентского и Сергокалинского районов, двигаясь дальше в горы в более безопасные места. Урахинцы ушли в район нынешнего с. Джанга, а затем и в Шам-шахар. Но Шам-шахар тоже был разрушен и они ушли ещё дальше в горы — сначала в район, известный у местного населения ныне под названием Къапчикъуни. И здесь они, по всей видмости, не нашли мира и ушли в ущелье Ая-Кака, где до сих пор сохранились остатки населённого пункта, где жили урахинцы. Затем они переселились на современную территорию их расселения. По сообщению одного из старейшин Багомеда Абдуллабекова, когда в 1917—1920 годах он учился в урахинской примечетской школе, он был свидетелем беседы между известными урахинскими арабистами — Ибрагимом-кади и Улакай-будуном. Первый, обращаясь ко второму сказал: «Я нашел запись на полях Корана, где сказано, что в незапамятные времена урахинцы жили на берегу моря — в районе Ураки — близ селения Бойнака».
В урахинских летописях описаны бои урахинцев против Абу-Муслима (Масламы) в 730—750 годах, монголо-татар в 1220—1240 годах, Тамерлана в 1395—1396 года, Иранских шахов Аббаса I  и Надира в 1612—1613 и 1735-1742 годах. В записях, хранящихся в Джума-мечети г. Дербента есть Тарих, что с. Урахи существовало ещё в 1079 г.. Одна из могил в селе датируется 1700 годом.
В мечети села Мекеги в арабских рукописях имеется запись о том, что в 1689 году в Урахи пришли войска кызылбашей. Также в арабских рукописных фондах Центрального архива РД обнаружены записи, где сказано, что с востока кызылбаши пришли в село Урахи и в другие сёла в 1742 году. Там же имеется запись о распространении чумы в селе в 1812 году. В рукописях, найденных в селе Кища Дахадаевского района имеется запись о том, что в 1780 году произошло сражение между урахинцами и уркарахцами.
Урахи являлся центром союза вольных обществ Каба-Дарго, одним из центров мусульманского просвещения. Сохранились записи о том, что в урахинской мечети находилось медресе, в котором учились жители со всего Дагестана.
Как писал Б. В. Далгат, «Племенной состав жителей сел. Урахи, состоящих из свободных горцев-узденей, не бывших никогда в рабстве или крепостной зависимости, как раяты, и составлявших еще при Шамиле вольную общину, — один и тот же». «Никаких сословий в Урахи не существует, все равны, все «уздени», т. е. свободные и не были никогда „раятами“ у беков».
Большая часть населения занималась исключительно земледелием и других промыслов, за редким исключением, не было.
В 1873 село посетил Владимир Вилльер де Лиль-Адам. В своих путевых записках он характеризует аул следующим образом:
Хотя Урахли отстоить только на 9 верстъ отъ Аямахи, перемѣна въ ландшафтѣ разительна: горизонтъ ограничивается угрюмыми скалами, которыя совершенно замѣнили зелень, Путешественникъ чувствуетъ, что находится въ странѣ, произведшей Шамилей и Гамзатъ-бековъ. За перевалами видѣнъ аулъ Урахли расположенный на склонѣ скалистой горы, у рѣчки, въ теперешнюю пору мелкой, но по временамъ разносящей мостъ и близлежащую мельницу. Урахли — богатое селеніе, состоящее приблизительно изъ 600 дымовъ, изъ которыхъ много двухэтажныхъ. Селеніе это замѣчательно еще развалинами башни, бывшей свидѣтельницей войнъ даргинцевъ съ уцміемъ кайтагскимъ въ началѣ нынѣшняго столѣтія
В 1974 году в состав села включены хутора: Гигаумахи, Киндаумахи, Чабкаладухимахи.
В годы Гражданской войны и установления Советской власти в Дагестане в селе находился Штаб обороны Дагестана. Под руководством начальника военного штаба Петровского Ревкома, уполномоченного Совета обороны Дагестана, генерала-урахинца Гамида Далгата в селе был сформирован регулярный действующий отряд Красной Армии в количестве более 1000 человек, уроженцев с. Урахи и его хуторов, которые приняли самое активное участие в изгнании из Дагестана генералов-белогвардейцев Деникина и Бичерахова, отрядов турецких и английских интервентов, в том числе отряда полковника турецкой армии Кязим-бея, они приняли также самое активное участие в сражении в ущелье Ая-Кака, которое переломило исход Гражданской войны в Дагестане.
За мужество, героизм и отвагу проявленные повстанцами из села Урахи Приказом Реввоенсовета СССР селу Урахи была объявлена Благодарность и в знак признательности выделены земли на вечное пользование в районе «Тав-казак», ныне село Краснопартизанск, куда переселились многие жители села Урахи и его хуторов.

## Достопримечательности
- Саркофагообразное захоронение. Район Хъарша у новой мечети. VII век. 700 год н. э.
- Крепостная стена XII века. Ширина — 2 м, высота — 3 м.
- Кладбище XVIII века в районе ШурайгIирти. Самое старое читаемое захоронение — 1765 год.
- Кладбище XIX век. Район ХъаркъотIла. Самое старое читаемое захоронение — 1813 год.
- Кладбище XIX век. Район ХъаркъотIла в сторону Алзи. Самое старое читаемое захоронение — 1828 год.
- Джума-мечеть и примечетское медресе 1832 года. Высота — 7 метров.
- Квартальная мечеть и минарет 1900 года. Высота — 11 метров.
- Большой минарет мечети 1912 года. Высота — 16 метров.
- Мавзолей шейха Абдулла-Хаджи Урахинского 1912 года.
- Нижняя квартальная мечеть с минаретом 1926 года. Высота — 10 метров. Отреставрирована в 2022 году.
- Памятник Герою Гражданской войны, комбригу Гамиду Далгату — 1972 года, отреставрирован в 2018 году.
- Памятник погибшим Участникам Великой Отечественной войны — 1978 года, отреставрирован в 2015 году.
- Большой минарет и новая мечеть 2016 года. Высота — 20 метров.

## Известные уроженцы
Урахи — кузница крупных государственных, политических и общественных деятелей, деятелей культуры, искусства, науки и просвещения.
Руководили Республикой Дагестан в разное время Губернатор Дагестанской области Магомед Далгат, Первый секретарь Дагестанского обкома КПСС, Председатель ДагЦИК Далгат Магомед Алибекович, Председатель Совета Министров ДАССР и Председатель Верховного Совета ДАССР, Депутат Верховного Совета СССР трёх созывов Меджидов Магомед Меджидович, Председатель Правительства РД Меджидов Мухтар Муртузалиевич.
Родина 60 докторов наук, 182 кандидатов наук, 64 профессоров по отраслевым наукам, 7 академиков, в том числе один Академик Российской Академии образования.
Выходцами села являются классик Дагестанской литературы Омарла Батырай, видный политический деятель Алибек Тахо-Годи, Герой России Магомед Нурбагандов, первый Герой Социалистического Труда на Кавказе Ханум Магомедова, Депутат Государственной думы Российской Империи IV созыва Магомед Далгат, 7  — Депутатов Верховного Совета СССР, 2  — Депутата Верховного Совета РСФСР и один Депутат Государственной Думы ФС РФ Нурбаганд Нурбагандов, кавалеров ордена Ленина  — 12 человек, ордена Боевого Красного Знамени — 10 человек, ордена Красной Звезды —  более 300 человек.
Уроженцами села Урахи также являются более 120 мастеров спорта СССР и России, в том числе три ЗМС СССР и два ЗМС России, один ЗТ СССР и три ЗТ России.

## Экономика
- СПК «Колхоз имени Гамида Далгата»
- ОАО «Возрождение Урахи» (ликвидирован в 2010 г.)
- ООО «Урахинский»

## Награды
- Благодарность Верховного Главнокомандующего ВС СССР Иосифа Сталина (1941 г.).
- Боевая Грамота ЦИК СССР (1921 г.).
- Благодарность Реввоенсовета СССР (1919 г.).
- Почётная Грамота ЦИК СССР (1924 г.).
- Почётная Грамота Совета Народных Комиссаров СССР.
- Переходящее Красное Знамя ЦК КПСС.
- Переходящее Красное Знамя Совета Министров СССР.
- Переходящее Красное Знамя ВЦСПС.
- Переходящее Красное Знамя Дагестанского обкома КПСС.